# Solomon Bayoh
Solomon Bayoh (ur. 18 maja 1990) - lekkoatleta z Sierra Leone specjalizujący się w biegu na 200 metrów. Uczestniczył w  Letnich Igrzyskach Olimpijskich 2008.

## Rekordy życiowe
| Dystans            | Wynik | Miejsce  | Data             |
| ------------------ | ----- | -------- | ---------------- |
| Bieg na 100 metrów | 10.81 | Freetown | 15 kwietnia 2007 |
| Bieg na 200 metrów | 21.73 | Freetown | 15 kwietnia 2007 |